# Beast (album av Oscar Loya)
Beast är den amerikanska sångaren Oscar Loyas tredje studioalbum. Albumet släpptes den 24 oktober 2011 och följde upp albumet Learn Something New, som även det släpptes 2011. Albumet innefattar 14 spår med både originalversioner och remixade versioner.

## Låtlista
| Nr  | Titel                                        | Längd |
| --- | -------------------------------------------- | ----- |
| 1.  | Learn Something New                          | 3:38  |
| 2.  | Shimmer Shoes                                | 3:39  |
| 3.  | Beast                                        | 3:55  |
| 4.  | Too Much                                     | 3:23  |
| 5.  | Put a Little In It                           | 3:06  |
| 6.  | High On You                                  | 4:39  |
| 7.  | Beast (remix)                                | 5:59  |
| 8.  | Don't Wanna Get to Know You                  | 3:04  |
| 9.  | Make You Over                                | 3:58  |
| 10. | Puttin On the Ritz (splendid sound)          | 7:34  |
| 11. | Don't Wanna Get to Know You (splendid sound) | 3:23  |
| 12. | Beast (extended)                             | 7:13  |
| 13. | Too Much (extended)                          | 6:16  |
| 14. | Learn Something New (extended)               | 6:00  |